# Thạch Thiên
Thạch Thiên (chữ Hán giản thể: 石阡县 Shíqiān Xiàn, âm Hán Việt: Thạch Thiên huyện) là một huyện thuộc địa cấp thị Đồng Nhân, tỉnh Quý Châu, Cộng hòa Nhân dân Trung Hoa. Huyện này có diện tích 2172 ki-lô-mét vuông, dân số năm 2002 là 370.000 người. Huyện Thạch Thiên giáp Giang Khẩu, Ấn Giang, Tư Nam, Dư Khánh, Phượng Cương, Trấn Viễn, và Thi Bỉnh. Huyện này được chia thành 7 trấn (Thanh Sơn, Long Đường, Bạch Sa, Bản Trang, Hoa Kiều, Ngũ Đức và Trung Bá) và 11 hương.